# Ingegneria meccanica
L'ingegneria meccanica è un ramo dell'ingegneria che applica principi di fisica, di scienza dei materiali e di altre discipline inerenti alla progettazione di componenti e sistemi meccanici. Si tratta di una delle discipline ingegneristiche più antiche e più ampie. Lo studio dell'ingegneria meccanica si è affermato in Europa a partire dalla Rivoluzione industriale del XVIII secolo, sebbene alcuni suoi aspetti fossero già noti dai tempi dell'Antica Grecia, tuttavia, il suo sviluppo può essere fatto risalire a diverse migliaia di anni fa in tutto il mondo.
Nel XIX secolo, gli sviluppi della fisica portarono allo sviluppo della scienza dell'ingegneria meccanica e il campo si è continuamente evoluto per incorporare i progressi attuali; oggi gli ingegneri meccanici stanno perseguendo sviluppi in settori quali compositi, meccatronica e nanotecnologia, sovrapponendosi anche a ingegneria aerospaziale, ingegneria metallurgica, ingegneria civile, ingegneria elettrica, ingegneria chimica, ingegneria industriale e altre discipline ingegneristiche a vari livelli: gli ingegneri meccanici possono anche lavorare nel campo dell'ingegneria biomedica, in particolare con la biomeccanica, i fenomeni di trasporto, la biomeccatronica, la bionanotecnologia e la modellizzazione dei sistemi biologici.

## Storia

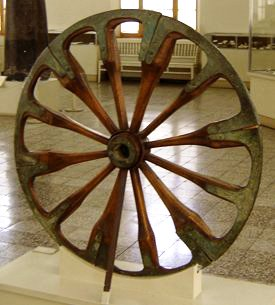
Ruota a razze del 2000 a.C.

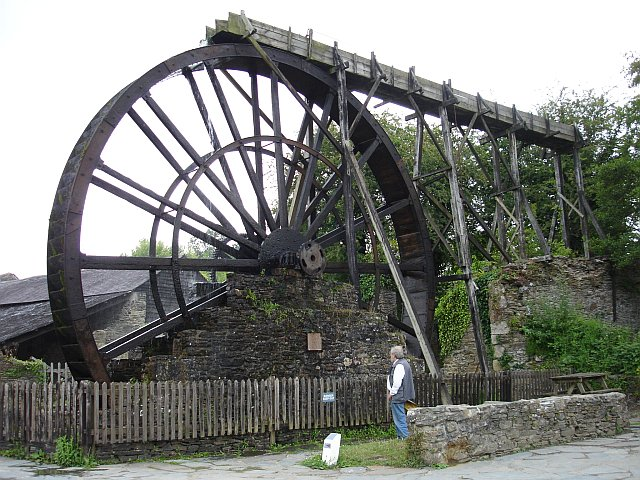
Ruota idraulica

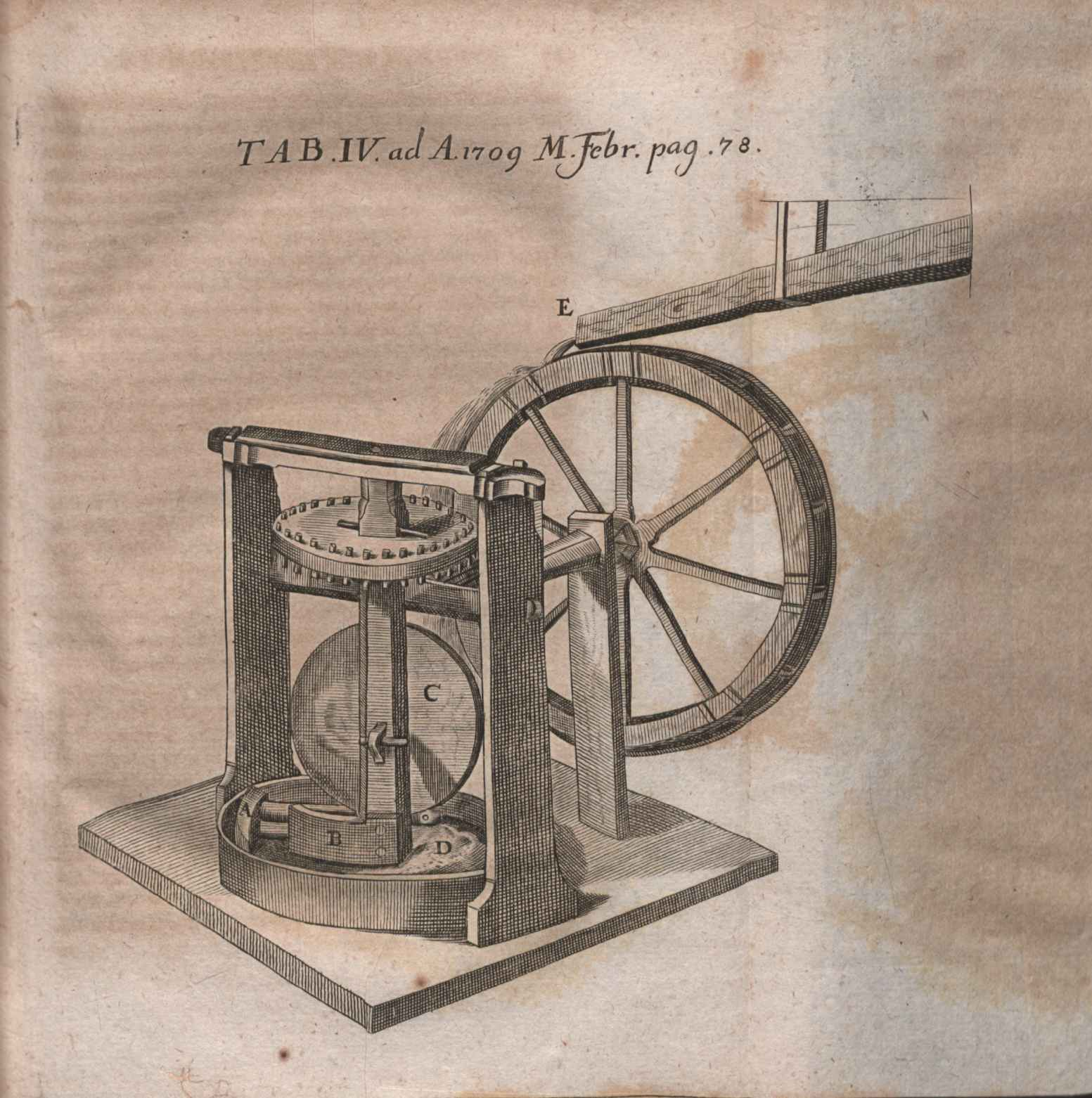
Mulino ad acqua

L'applicazione dell'ingegneria meccanica può essere vista negli archivi di varie società antiche e medievali. Le sei macchine semplici classiche erano conosciute nell'antico Vicino Oriente. Il cuneo e il piano inclinato (rampa) erano noti fin dalla preistoria. La ruota, insieme al meccanismo ruota e asse, fu inventata in Mesopotamia (moderno Iraq) durante il V millennio a.C. Il meccanismo a leva è apparso per la prima volta circa 5 000 anni fa nel Vicino Oriente, dove veniva utilizzato in una semplice bilancia e per spostare grandi oggetti nella tecnologia degli antichi egizi. La leva veniva anche utilizzata nel dispositivo shaduf di sollevamento dell'acqua, la prima macchina gru, che apparve in Mesopotamia intorno al 3 000 a.C.  Le prime prove di pulegge risalgono alla Mesopotamia all'inizio del II millennio a.C.
Le prime macchine a propulsione ad acqua, la ruota idraulica e il mulino ad acqua, apparvero per la prima volta nell'Impero persiano, in quello che ora sono Iraq e Iran, all'inizio del IV secolo a.C. Nell'antica Grecia, le opere di Archimede (287–212 a.C.) influenzarono la meccanica nella tradizione occidentale. Nell'Egitto romano, Erone d'Alessandria (10–70 d.C. circa) creò il primo dispositivo a vapore (Eolipile). In Cina, Zhang Heng (78-139 d.C.) migliorò un orologio ad acqua e inventò un sismometro, e Ma Jun (200-265 d.C.) inventò un carro con ingranaggi differenziali. L'orologiaio e ingegnere cinese medievale Su Song (1020-1101 d.C.) incorporò un meccanismo di scappamento nella sua torre dell'orologio astronomica due secoli prima che fossero trovati dispositivi di scappamento negli orologi medievali europei. Ha anche inventato la prima trasmissione a catena infinita conosciuta per trasmissione di potenza al mondo.
Durante l'età d'oro islamica (dal VII al XV secolo), gli inventori musulmani apportarono notevoli contributi nel campo della tecnologia meccanica. Al-Jazari, che era uno di loro, scrisse il suo famoso Libro della conoscenza dei geniali dispositivi meccanici nel 1206 e presentò molti progetti meccanici. Al-Jazari è anche la prima persona conosciuta a creare dispositivi come l'albero a gomiti e l'albero a camme, che ora formano le basi di molti meccanismi.
Nel corso del XVII secolo, in Inghilterra si verificarono importanti progressi nelle basi dell'ingegneria meccanica. Sir Isaac Newton formulò le Regole del moto di Newton e sviluppò il calcolo infinitesimale, la base matematica della fisica. Newton era riluttante a pubblicare le sue opere per anni, ma alla fine fu convinto a farlo dai suoi colleghi, come Sir Edmond Halley, a tutto vantaggio dell'umanità. Lo sviluppo del calcolo infinitesimale, durante questo periodo di tempo, è inoltre attribuito anche a Gottfried Wilhelm Leibniz.
Durante la rivoluzione industriale dell'inizio del XIX secolo, le macchine utensili furono sviluppate in Inghilterra, Germania e Scozia. Ciò ha permesso all'ingegneria meccanica di svilupparsi come un campo separato all'interno dell'ingegneria. Questi macchinari hanno portato con sé macchine per la produzione e motori per alimentarli. La prima società professionale britannica di ingegneri meccanici fu fondata nel 1847, Institution of Mechanical Engineers, trenta anni dopo che gli ingegneri civili formarono la prima società professionale di questo tipo, Institution of Civil Engineers. Nel continente europeo, Johann von Zimmermann (1820-1901) fondò la prima fabbrica di rettificatrici a Chemnitz, in Germania, nel 1848.
Negli Stati Uniti, l'American Society of Mechanical Engineers (ASME) è stata fondata nel 1880, diventando la terza società di ingegneria professionale, dopo l'American Society of Civil Engineers (1852) e l'American Institute of Mining Engineers (1871). Le prime scuole negli Stati Uniti a offrire una formazione ingegneristica furono l'Accademia militare degli Stati Uniti nel 1817, un'istituzione ora conosciuta come Norwich University nel 1819 e il Rensselaer Polytechnic Institute nel 1825. L'istruzione nell'ingegneria meccanica è stata storicamente basata su solide basi in matematica e scienze.

## Sottodiscipline

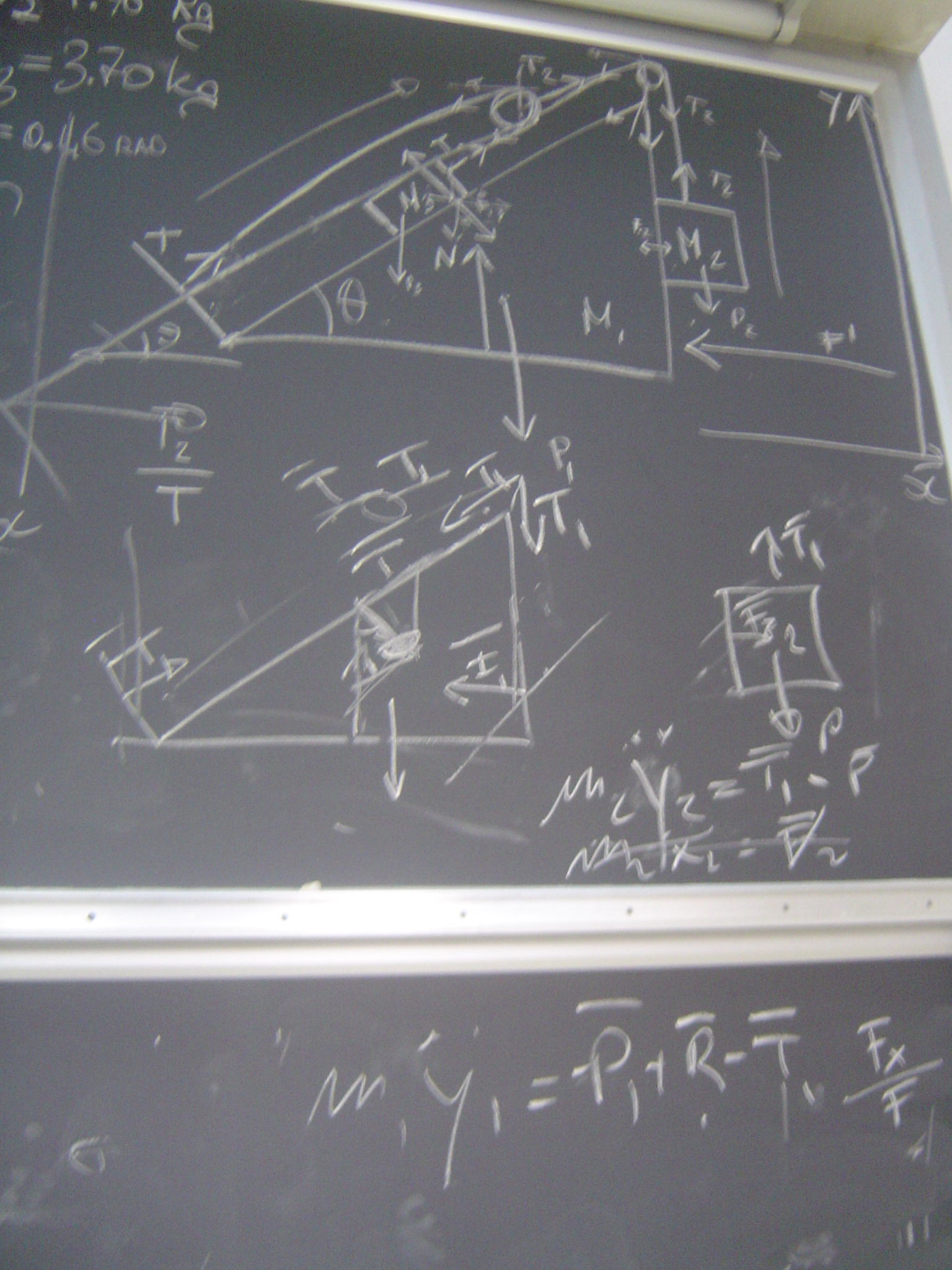
Schemi di Meccanica su una lavagna

Il campo dell'ingegneria meccanica può essere considerato come una raccolta di molte discipline scientifiche dell'ingegneria. Molte di queste sottodiscipline che vengono generalmente insegnate a livello universitario sono elencate di seguito, con una breve spiegazione e l'applicazione più comune di ciascuna. Alcune di queste sottodiscipline sono uniche per l'ingegneria meccanica, mentre altre sono una combinazione di ingegneria meccanica e una o più altre discipline. La maggior parte del lavoro svolto da un ingegnere meccanico si avvale delle competenze e delle tecniche di molte di queste sottodiscipline, nonché di sottodiscipline specializzate. Le sottodiscipline specializzate, utilizzate in questo articolo, hanno maggiori probabilità di essere oggetto di studi universitari o formazione sul posto di lavoro rispetto alla ricerca universitaria. Diverse sottodiscipline specializzate sono discusse in questa sezione.
Il campo dell'ingegneria meccanica richiede una comprensione delle aree chiave tra cui meccanica, dinamica, termodinamica, scienza dei materiali, analisi strutturale ed elettricità. Oltre a questi principi fondamentali, gli ingegneri meccanici utilizzano strumenti come progettazione assistita da computer (CAD), produzione assistita da computer (CAM) e gestione del ciclo di vita del prodotto per progettare e analizzare impianti di produzione, attrezzature e macchinari industriali, sistemi di riscaldamento e raffreddamento, sistemi di trasporto, aeromobili, moto d'acqua, robotica, dispositivi medici, armi e altri. È il ramo dell'ingegneria che coinvolge la progettazione, la produzione e il funzionamento dei macchinari.

### Meccanica

Il cerchio di Mohr, uno strumento comune per studiare le sollecitazioni in un elemento meccanico

La meccanica è, nel senso più generale, lo studio delle forze e il loro effetto sulla materia. Tipicamente, la meccanica ingegneristica viene utilizzata per analizzare e prevedere l'accelerazione e la deformazione (sia elastica sia plastica) di oggetti sottoposti a forze note (chiamate anche carichi) o sollecitazioni. Le sottodiscipline della meccanica includono:
- Statica, lo studio dei corpi non mobili sotto carichi noti, come le forze influenzano i corpi statici;
- Dinamica lo studio di come le forze influenzano i corpi in movimento. La dinamica comprende la cinematica (movimento, velocità e accelerazione) e la cinetica (forze e accelerazioni risultanti);
- Meccanica dei materiali, studio di come diversi materiali si deformano sotto vari tipi di sollecitazione;
- Meccanica dei fluidi, lo studio di come i fluidi reagiscono alle forze;[17]
- Cinematica, lo studio del moto di corpi (oggetti) e sistemi (gruppi di oggetti), ignorando le forze che causano il movimento. La cinematica viene spesso utilizzata nella progettazione e nell'analisi dei meccanismi;
- Meccanica del continuo, un metodo di applicazione della meccanica che presuppone che gli oggetti siano continui (piuttosto che discreti).

Gli ingegneri meccanici generalmente usano la meccanica nelle fasi di progettazione e analisi ingegneristica. Se l'oggetto fosse la progettazione di una vettura, la statica potrebbe essere impiegata per progettare il telaio del veicolo, al fine di valutare dove le sollecitazioni saranno più intense. La dinamica potrebbe essere utilizzata durante la progettazione del motore dell'auto, per valutare le forze nei pistoni e nelle camme durante il ciclo del motore. La meccanica dei materiali potrebbe essere utilizzata per scegliere materiali appropriati per il telaio e il motore. La meccanica dei fluidi potrebbe essere utilizzata per progettare un sistema di ventilazione per il veicolo (vedere HVAC) o per progettare il sistema di aspirazione per il motore.

### Meccatronica e robotica

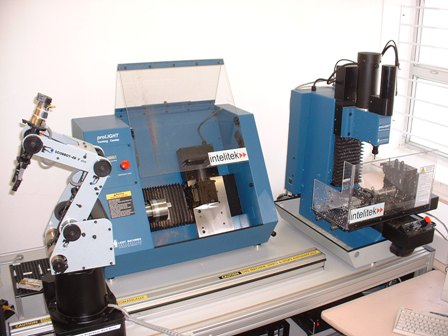
Formazione FMS con robot di apprendimento SCORBOT-ER 4u, banco di lavoro CNC Mill e tornio CNC

La meccatronica è una combinazione di meccanica ed elettronica. È un ramo interdisciplinare di ingegneria meccanica, ingegneria elettrica e ingegneria del software che si occupa di integrare ingegneria elettrica e meccanica per creare sistemi ibridi. In questo modo, le macchine possono essere automatizzate attraverso l'uso di motori elettrici, servo-meccanismi e altri sistemi elettrici in combinazione con un software speciale. Un esempio comune di un sistema meccatronico è un'unità CD-ROM. I sistemi meccanici aprono e chiudono l'unità, fanno girare il CD e spostano il laser, mentre un sistema ottico legge i dati sul CD e li converte in bit. Il software integrato controlla il processo e comunica il contenuto del CD al computer.
La robotica è l'applicazione della meccatronica per creare robot, che vengono spesso utilizzati nell'industria per svolgere compiti pericolosi, spiacevoli o ripetitivi. Questi robot possono avere qualsiasi forma e dimensione, ma tutti sono preprogrammati e interagiscono fisicamente con il mondo. Per creare un robot, un ingegnere impiega in genere cinematica (per determinare la gamma di movimento del robot) e meccanica (per determinare le sollecitazioni all'interno del robot).
I robot sono ampiamente utilizzati nell'ingegneria industriale. Consentono alle aziende di risparmiare denaro sul lavoro, svolgere compiti che sono troppo pericolosi o troppo precisi per gli esseri umani per eseguirli economicamente e garantire una migliore qualità. Molte aziende impiegano linee di assemblaggio robot, in particolare nelle industrie automobilistiche. Alcune fabbriche sono così robotizzate che possono funzionare da sole. Fuori dalla fabbrica, i robot sono stati impiegati nello smaltimento delle bombe, nell'esplorazione dello spazio e in molti altri campi. I robot vengono inoltre venduti per varie applicazioni residenziali, dalle attività ricreative a quelle domestiche.

### Analisi strutturale

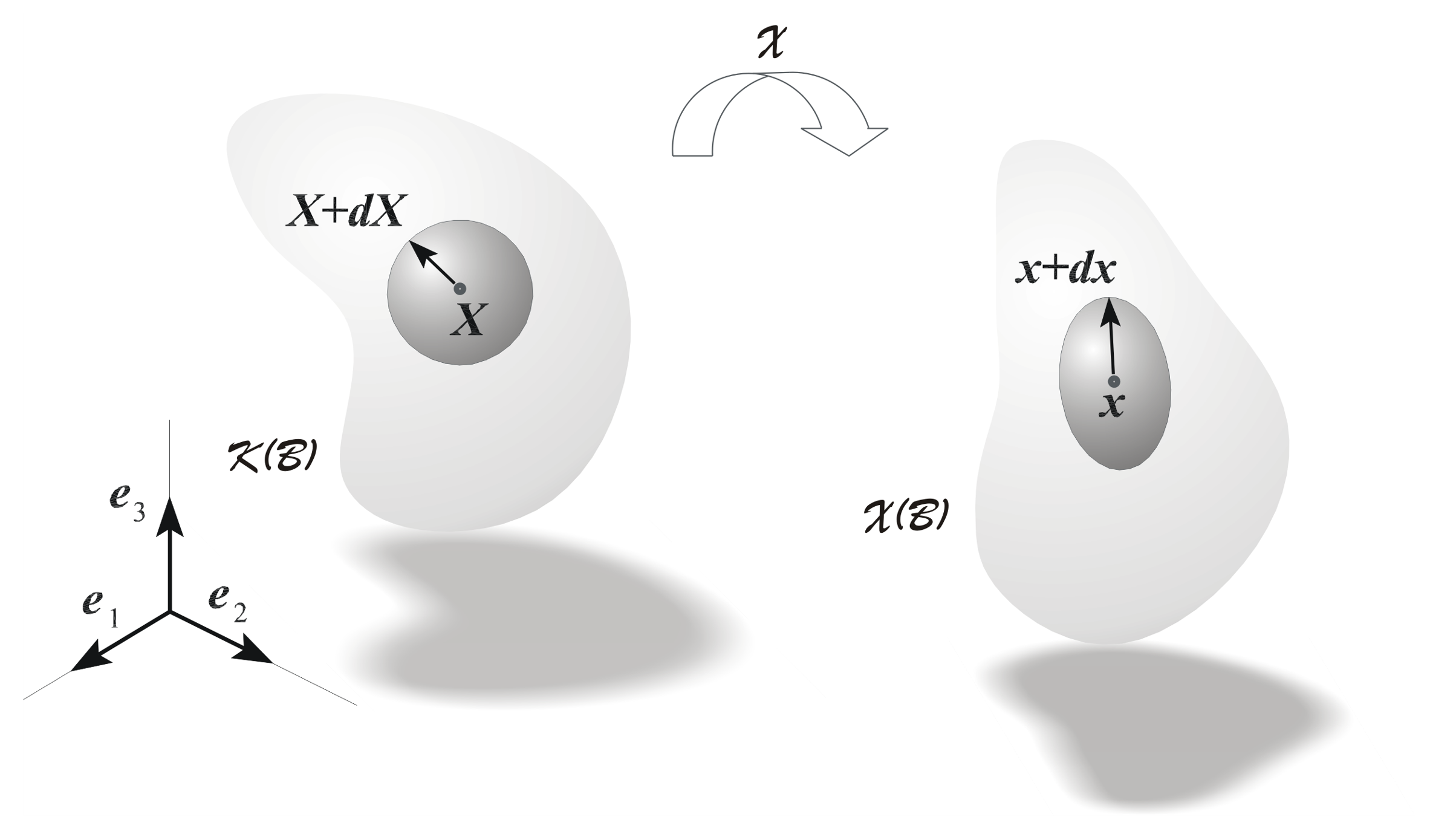
Deformazione elastica

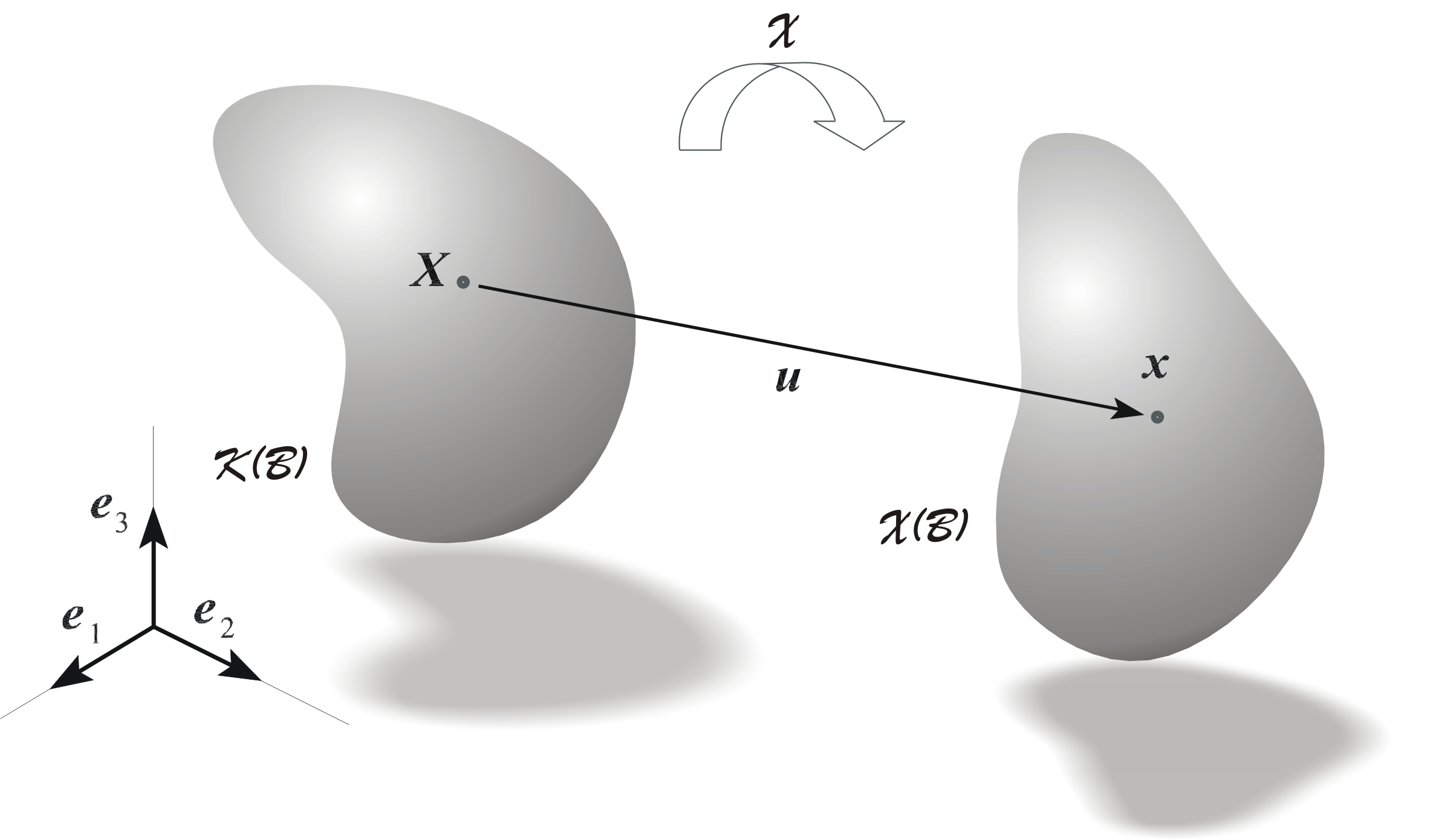
Deformazione elastica

L'analisi strutturale è la branca dell'ingegneria meccanica (e anche dell'ingegneria civile) dedicata all'esame del perché e del modo in cui gli oggetti falliscono, alla riparazione degli oggetti e alla valutazione delle loro prestazioni. I guasti strutturali si verificano generalmente in due modi: guasto statico e guasto a fatica.
Il cedimento strutturale statico si verifica quando, dopo essere stato caricato (dopo aver applicato una forza) l'oggetto analizzato si rompe o viene deformato plasticamente, a seconda del criterio di valutazione del guasto. Il cedimento a fatica si verifica quando un oggetto si guasta dopo un numero di cicli ripetuti di carico e scarico. La frattura a fatica si verifica a causa delle imperfezioni nell'oggetto: una microscopica cricca sulla superficie dell'oggetto, ad esempio, crescerà leggermente a ogni ciclo (propagazione) fino a quando la cricca non è abbastanza grande da causare la rottura del componente.
Il guasto non è semplicemente definito come rottura di un componente; ma è definito come una parte che non funziona come previsto. Alcuni sistemi per esempio, come le sezioni superiori perforate di alcuni sacchetti di plastica, sono progettati per rompersi. Se questi sistemi non si rompessero, è possibile utilizzare l'analisi dei guasti per determinare la causa del malfunzionamento.
L'analisi strutturale viene spesso utilizzata dagli ingegneri meccanici dopo che si è verificato un guasto o durante la progettazione per prevenire i guasti. Gli ingegneri usano spesso documenti e libri online come quelli pubblicati da ASM per aiutarli a determinare il tipo di guasto e le possibili cause.
Una volta applicata la teoria a un progetto meccanico, vengono spesso eseguiti test fisici per verificare i risultati calcolati. L'analisi strutturale può essere utilizzata in un ufficio durante la progettazione di parti, sul campo per analizzare parti guaste o in laboratori in cui le parti potrebbero essere sottoposte a collaudo.

### Termodinamica e termo-scienza

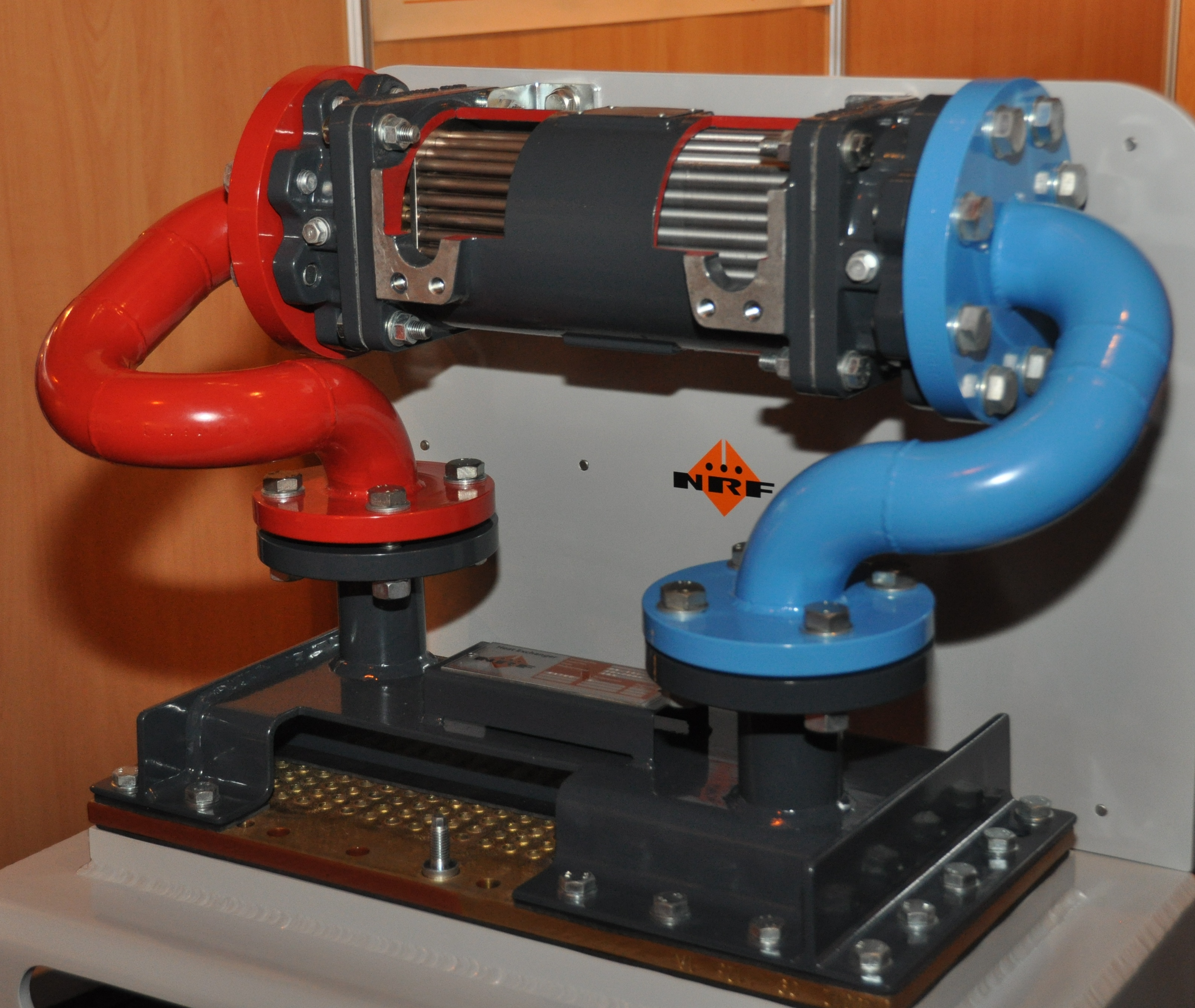
Scambiatore di calore

La termodinamica è una scienza applicata utilizzata in diversi rami dell'ingegneria, compresa l'ingegneria meccanica e chimica. Nella sua forma più semplice, la termodinamica è lo studio dell'energia, il suo uso e trasformazione in un sistema. Tipicamente, la termodinamica ingegneristica si occupa di cambiare energia da una forma all'altra. Ad esempio, i motori automobilistici convertono l'energia chimica (entalpia) dal combustibile in calore, quindi in lavoro meccanico che alla fine fa girare le ruote.
I principi della termodinamica sono utilizzati dagli ingegneri meccanici nei settori del trasferimento di calore, dei termofluidi e della conversione di energia. Gli ingegneri meccanici utilizzano la termodinamica per progettare motori e centrali elettriche, sistemi di riscaldamento, ventilazione e climatizzazione (HVAC), scambiatori di calore, dissipatori di calore, radiatori, refrigeratori, isolamenti termici e altro.

### Progettazione e disegno

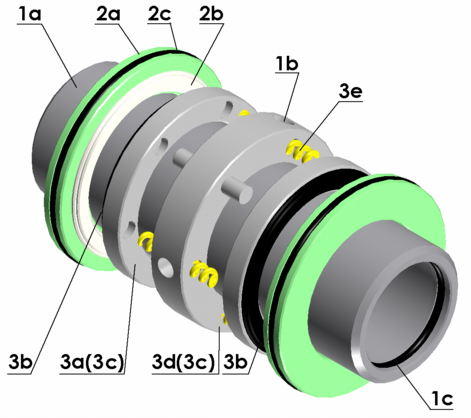
Un modello CAD di una doppia tenuta meccanica

Il disegno o il disegno tecnico sono i mezzi con cui gli ingegneri meccanici progettano prodotti e creano istruzioni per la fabbricazione di parti. Un disegno tecnico può essere un modello al computer o uno schema disegnato a mano che mostra tutte le dimensioni necessarie per fabbricare un componente, nonché le note di assemblaggio, un elenco dei materiali richiesti e altre informazioni pertinenti. Un ingegnere meccanico o un lavoratore specializzato che crea disegni tecnici può essere indicato come disegnatore o progettista. Il disegno è storicamente un processo bidimensionale, ma i programmi CAD (computer-aided design) ora consentono al progettista di creare in tre dimensioni i componenti e verificarne il funzionamento.
Le istruzioni per la fabbricazione di un componente devono essere inviate alle macchine, manualmente, tramite istruzioni programmate o mediante l'uso di una produzione assistita da computer (CAM) o di un programma CAD/CAM combinato. Facoltativamente, un ingegnere può anche far fabbricare manualmente un componente utilizzando i disegni tecnici. Tuttavia, con l'avvento della produzione computerizzata a controllo numerico (CNC), le parti possono ora essere fabbricate senza la necessità di un costante input da parte del tecnico. Oggi le parti prodotte manualmente consistono generalmente in rivestimenti a spruzzo, finiture superficiali e altri processi che non possono essere fatti economicamente o praticamente da una macchina automatica.
Il disegno viene utilizzato in quasi tutte le sottodiscipline dell'ingegneria meccanica e da molti altri settori dell'ingegneria e dell'architettura. I modelli tridimensionali creati utilizzando il software CAD sono comunemente utilizzati anche nell'analisi agli elementi finiti (FEA) e nella fluidodinamica computazionale (CFD).

## Formazione scolastica e universitaria

La vite di Archimede era azionata a mano e poteva sollevare efficacemente l'acqua, come dimostra la palla rossa animata

Albero a gomiti

Lauree in ingegneria meccanica sono offerte in varie università in tutto il mondo. I programmi di ingegneria meccanica richiedono in genere dai tre ai cinque anni di studio, laurea in ingegneria meccanica (3 anni), con specializzazione in ingegneria meccanica (3+2 anni). In Italia per qualificarsi come ingegnere è necessario superare un esame di stato alla fine del corso.
Negli Stati Uniti, la maggior parte dei corsi di laurea in ingegneria meccanica sono accreditati dal Consiglio di accreditamento per l'ingegneria e la tecnologia (Accreditation Board for Engineering and Technology - ABET) per garantire requisiti e standard di corso simili tra le università. Il sito web ABET elenca 302 programmi di ingegneria meccanica accreditati all'11 marzo 2014. I programmi di ingegneria meccanica in Canada sono accreditati dal Canadian Engineering Accreditation Board (CEAB), e la maggior parte degli altri paesi che offrono titoli di ingegneria hanno società di accreditamento simili.
In Australia, i titoli di ingegneria meccanica vengono assegnati come laurea in ingegneria (meccanica) o nomenclatura simile, sebbene vi sia un numero crescente di specializzazioni. La laurea richiede quattro anni di studio a tempo pieno per ottenerla. Per garantire la qualità della laurea in ingegneria, Engineers Australia accredita i corsi di laurea in ingegneria, assegnati dalle università australiane, in conformità con l'accordo di Washington. Prima di poter conseguire la laurea, lo studente deve completare almeno 3 mesi di esperienza lavorativa in una società di ingegneria. Sistemi simili sono presenti anche in Sudafrica e sono supervisionati dall'Engineering Council of South Africa (ECSA).
In India, per diventare un ingegnere, è necessario avere una laurea in ingegneria come un B.Tech o BE, un diploma in ingegneria o completando un corso in ingegneria commerciale come installatore presso l'Industrial Training Institute (ITI) per ricevere un "Certificato commerciale ITI" e anche superare il test All India Trade Test (AITT) con un'attività di ingegneria condotta dal National Council of Vocational Training (NCVT) con il quale si ottiene un "Certificato commerciale nazionale". Un sistema simile è utilizzato in Nepal.
Alcuni ingegneri meccanici continuano a perseguire un diploma post laurea come un Master in Ingegneria, un Master in Tecnologia, un Master in Scienze, un Master in Ingegneria Gestionale (M.Eng. Mgt. o MEM), un dottorato di ricerca in ingegneria (ing. D. o Ph.D.) o un'altra laurea in ingegneria. I diplomi di master e di ingegnere possono o meno includere la ricerca. Il dottorato di ricerca include una significativa componente di ricerca ed è spesso visto come il punto di accesso al mondo accademico. La laurea in ingegneria esiste in alcune istituzioni a livello intermedio tra la laurea magistrale e il dottorato.

### Corsi di formazione

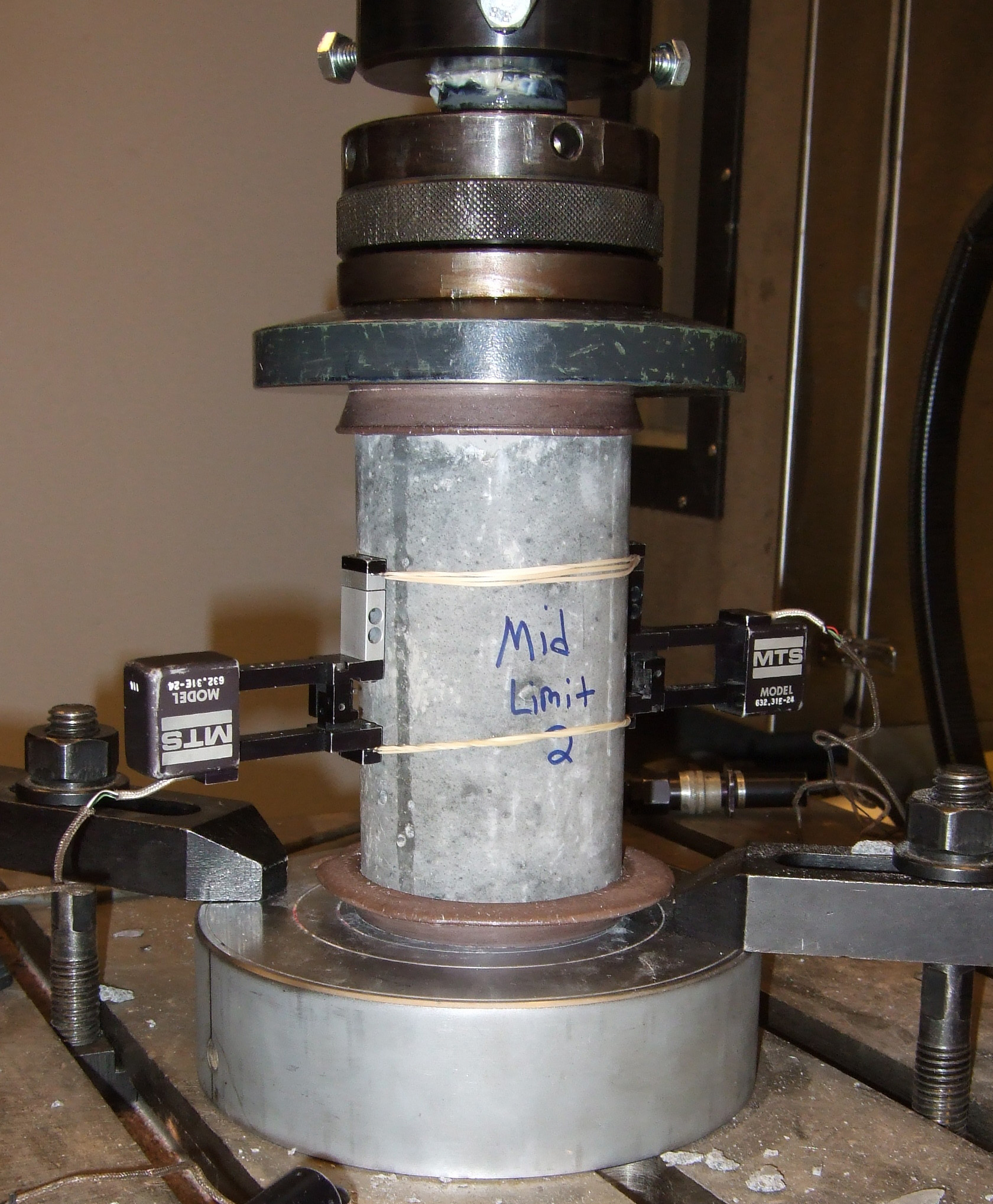
Prova di compressione di calcestruzzo

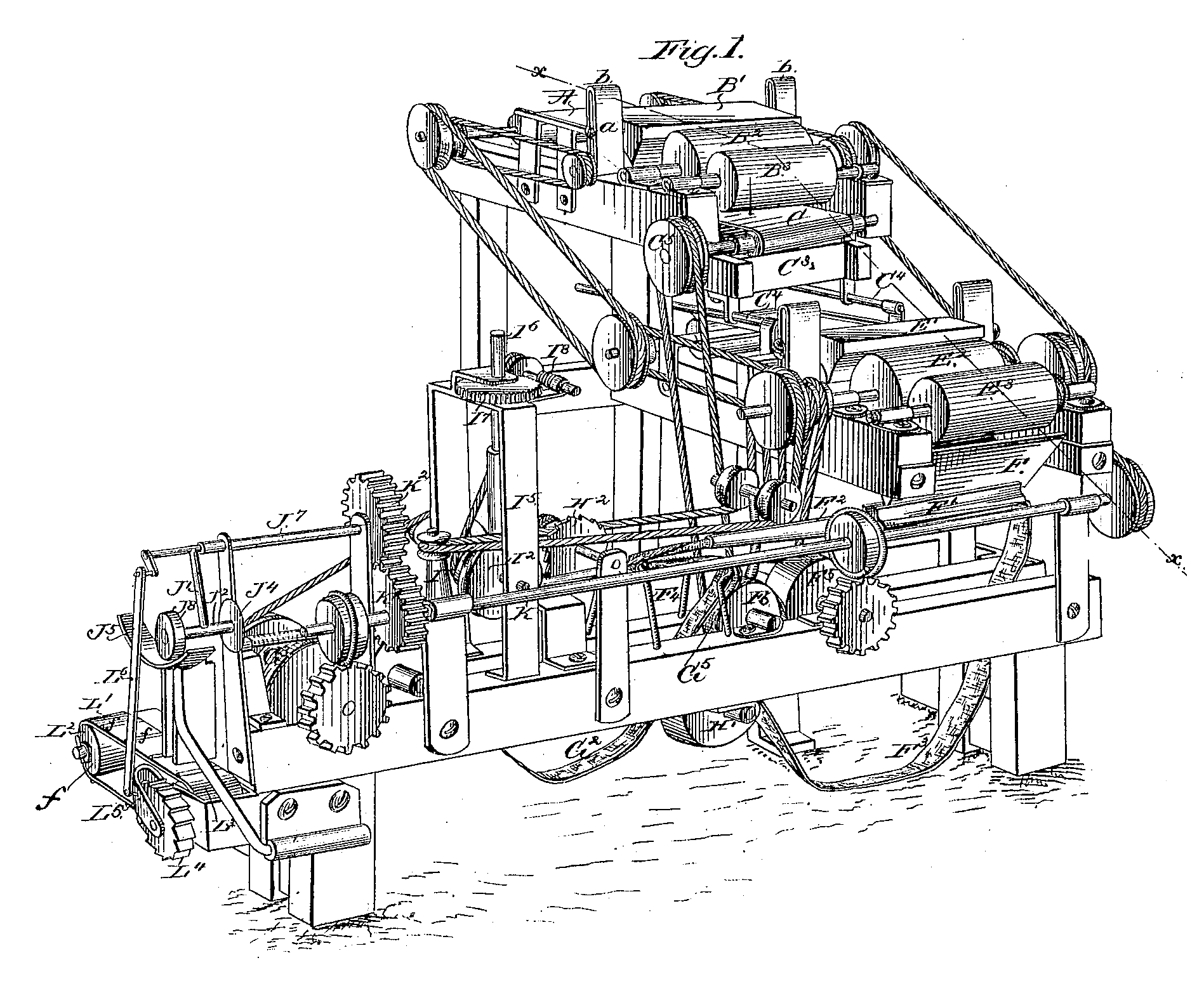
Macchina per arrotolare sigarette

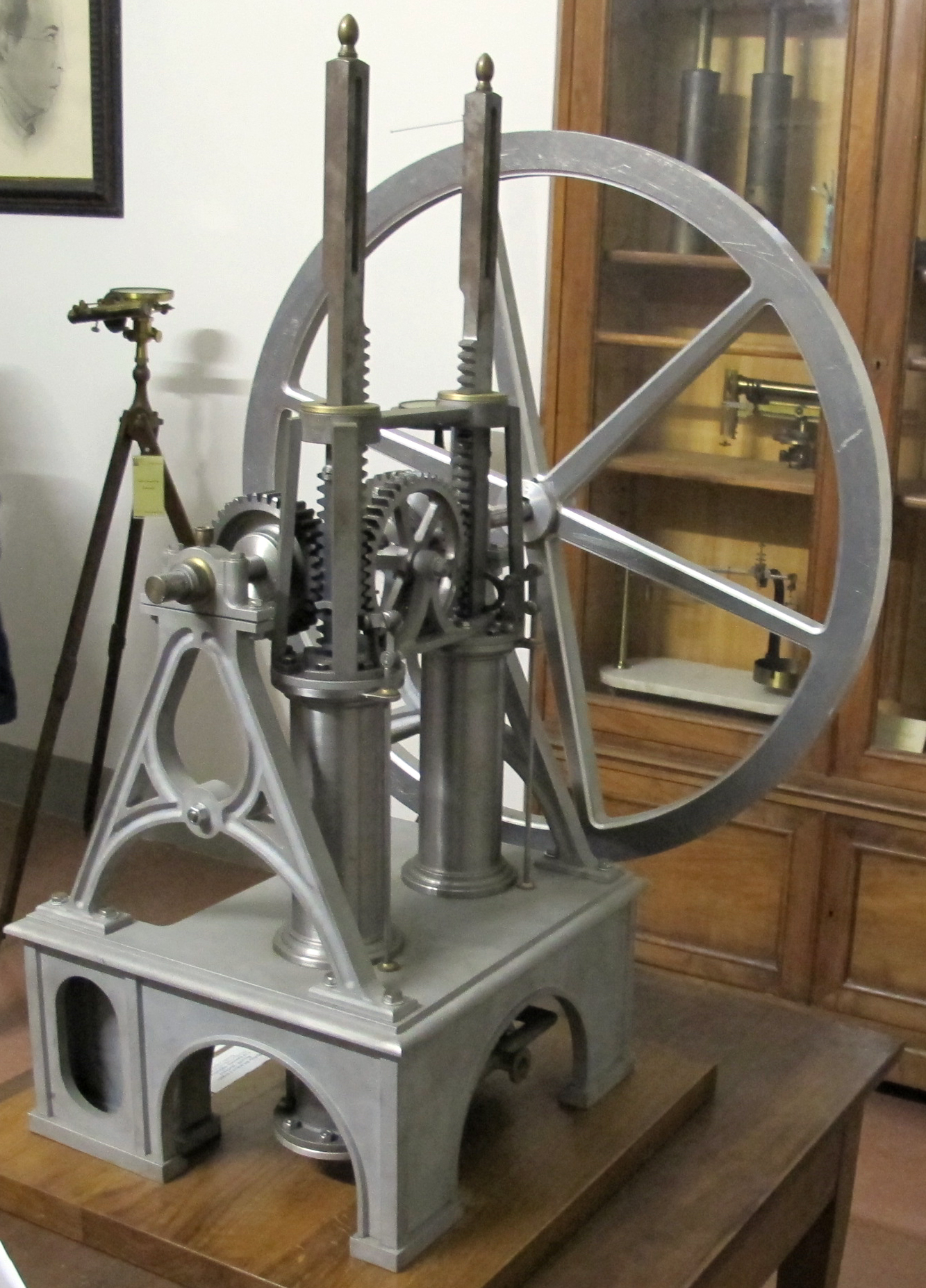
Antico motore a combustione interna

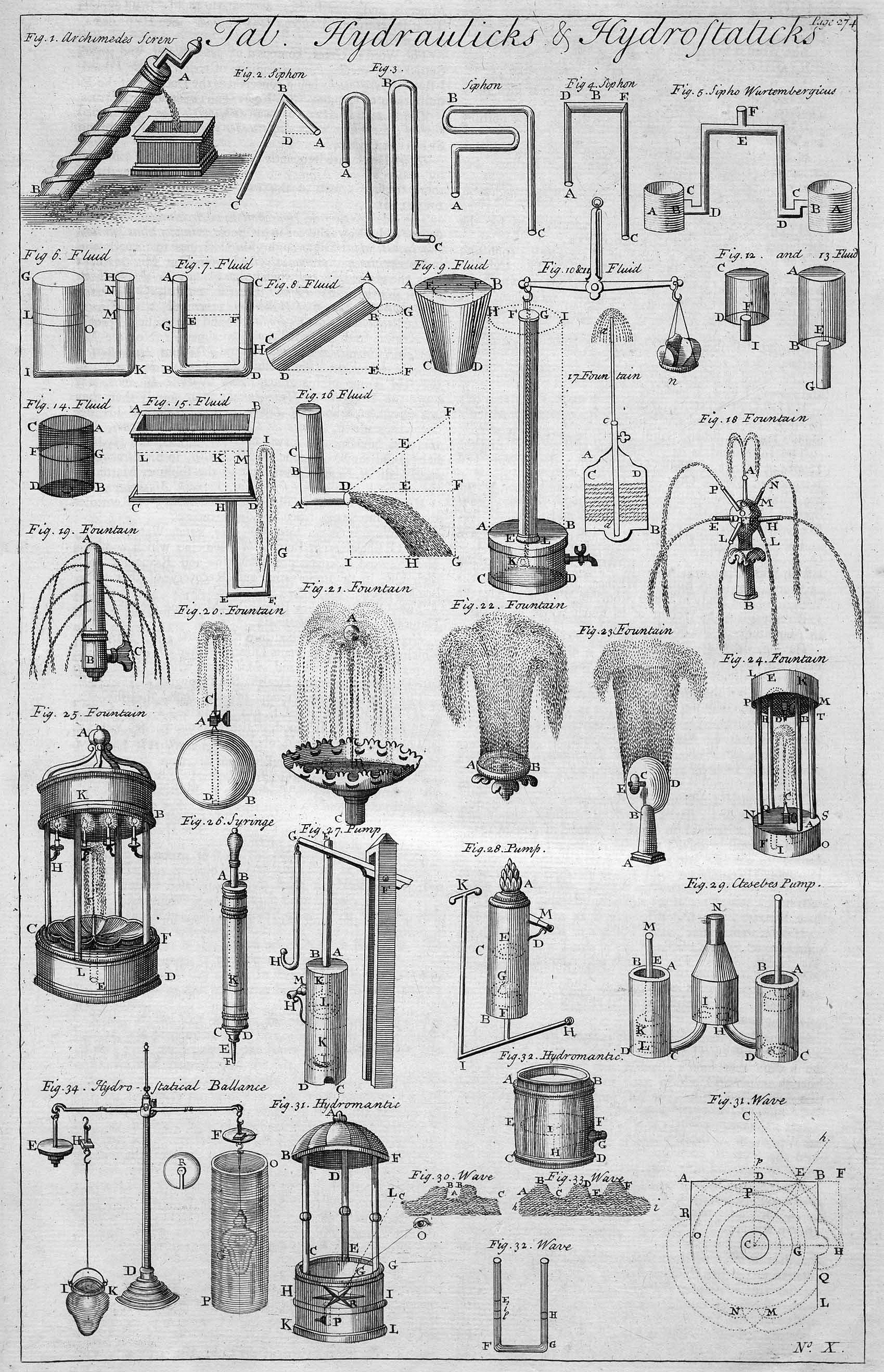
Idraulica e idrostatica

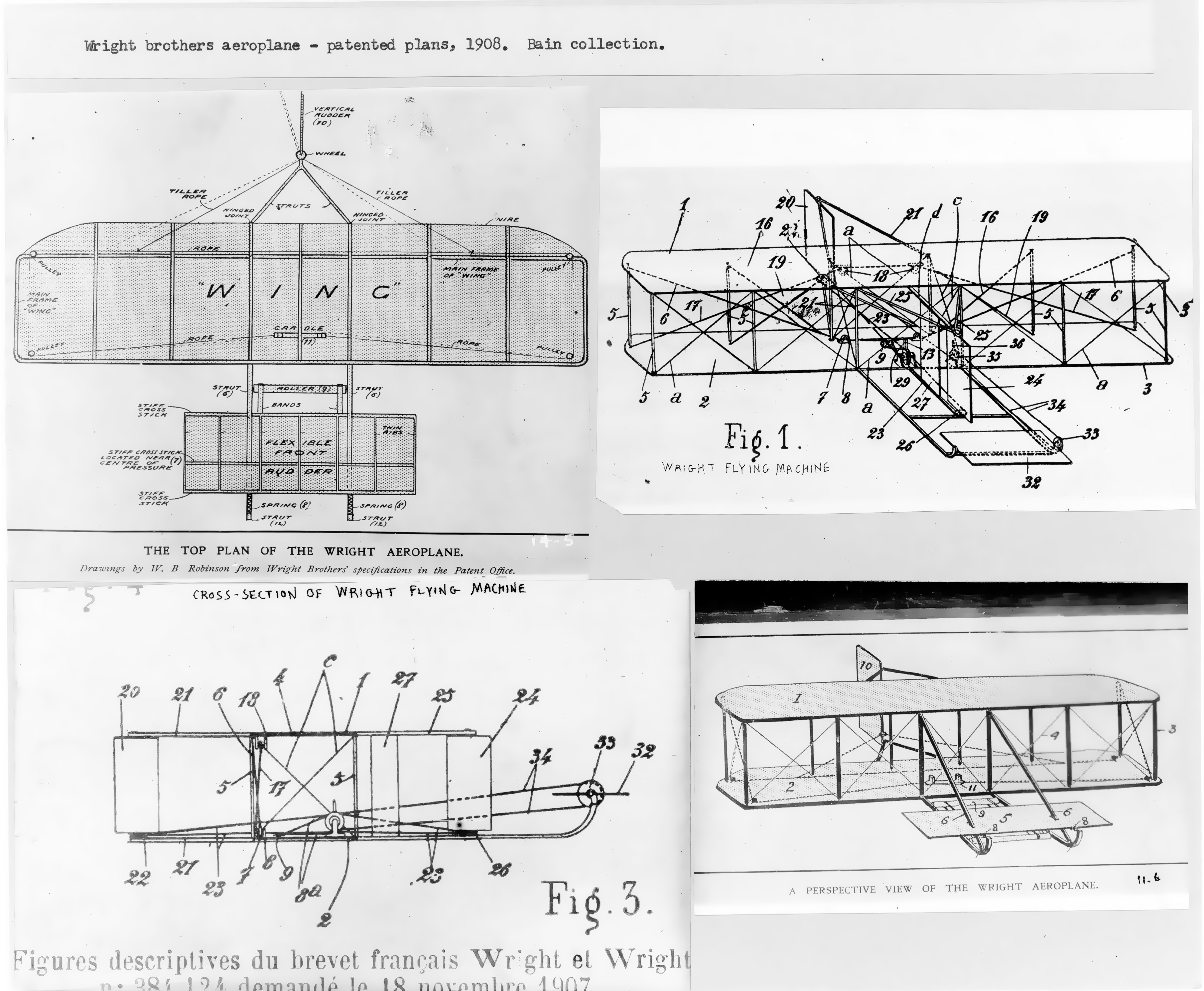
Esempio di Disegno tecnico

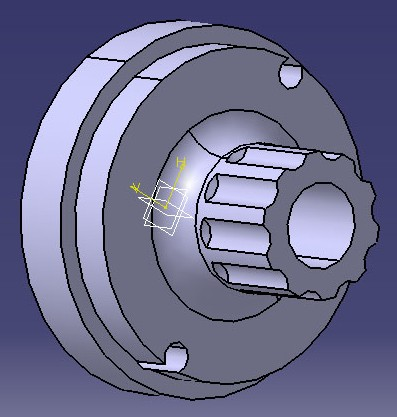
Esempio di progettazione assistita al calcolatore

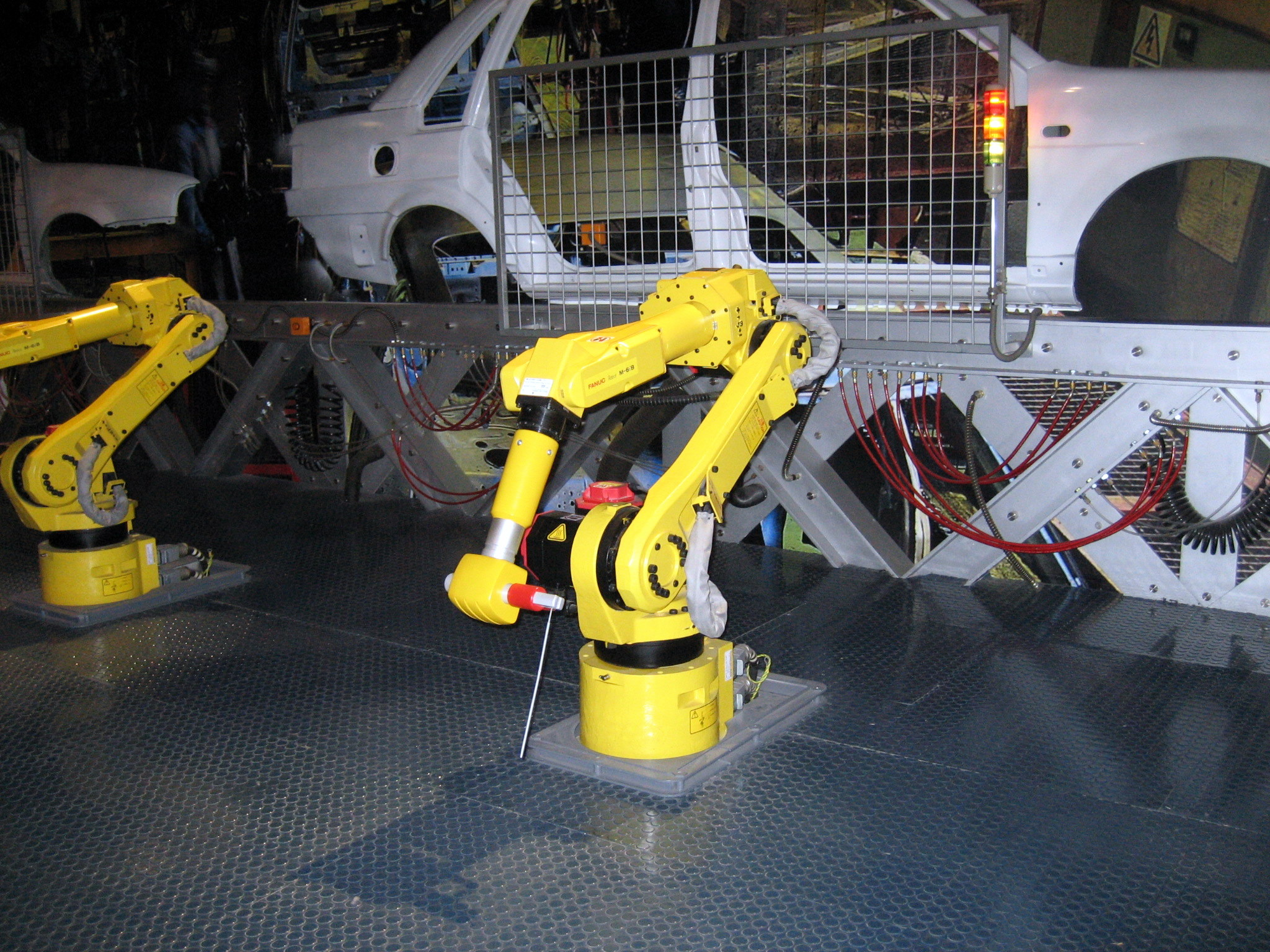
Robot industriale

Gli standard stabiliti dalla società di accreditamento di ciascun paese hanno lo scopo di garantire l'uniformità del materiale fondamentale, promuovere la competenza tra gli ingegneri laureati e mantenere la fiducia nella professione di ingegnere nel suo insieme. I programmi di ingegneria negli Stati Uniti, ad esempio, sono richiesti da ABET per dimostrare che i loro studenti possono "lavorare professionalmente in entrambe le aree dei sistemi termici e meccanici". I corsi specifici richiesti per laurearsi, tuttavia, possono differire da programma a programma. Le università e gli istituti di tecnologia combinano spesso più materie in una singola classe o suddividono una materie in più classi, a seconda della facoltà disponibile e delle principali aree di ricerca dell'università.
Problemi di particolare interesse per l'ingegneria meccanica sono quelli riguardanti l'energetica, le macchine, i meccanismi e più in generale tutto ciò che si occupa di conversione e utilizzo dell'energia. Altro campo di interesse per l'ingegneria meccanica è il dimensionamento di componenti meccanici o strutture meccaniche in generale, attraverso lo studio dei carichi applicati, dei vincoli e delle proprietà elasto-plastiche dei materiali.
Le materie fondamentali dell'ingegneria meccanica di solito includono:
- Matematica (in particolare, calcolo infinitesimale, equazioni differenziali, algebra lineare, geometria analitica e analisi numerica)
- Scienze fisiche di base (comprese fisica e chimica)
- Fondamenti di informatica
- Fisica tecnica, Energetica e Sistemi energetici
- Statica e dinamica
- Resistenza dei materiali e meccanica dei solidi
- Scienza dei materiali, materiali compositi
- Termodinamica, trasferimento di calore, conversione di energia e HVAC
- Combustibili, combustione, motore a combustione interna
- Meccanica dei fluidi (comprese statica dei fluidi e dinamica dei fluidi)
- Gasdinamica
- Meccanismi e progettazione delle macchine (comprese cinematica e dinamica)
- Meccanica applicata alle macchine
- Scienza delle costruzioni e Costruzione di macchine
- Strumentazione e misurazione
- Ingegneria manifatturiera, tecnologie e processi di produzione industriale
- Vibrazioni, teoria dei controlli automatici e ingegneria dell'automazione
- Elettrotecnica
- Ottica
- Idraulica e pneumatica
- Meccatronica e robotica
- Progettazione ingegneristica e progettazione del prodotto
- Disegno tecnico, progettazione assistita da computer (CAD) e produzione assistita da computer (CAM)[27][28]

Inoltre dall'evoluzione su scala globale della competizione nel settore industriale, nasce l'esigenza di affiancare alle discipline sopra elencate altre di stampo puramente gestionale ed economico, qui riportate:
- Economia
- Impianti meccanici
- Impianti generali dell'industria
- Sicurezza degli impianti industriali
- Gestione dei progetti e dell'innovazione

Ci si aspetta inoltre che gli ingegneri meccanici comprendano e siano in grado di applicare concetti di base di chimica, fisica, tribologia, ingegneria chimica, ingegneria civile e ingegneria elettrica. Tutti i programmi di ingegneria meccanica includono corsi matematici tra cui il calcolo infinitesimale e concetti matematici avanzati tra cui equazioni differenziali, equazioni differenziali a derivate parziali, algebra lineare, algebra astratta e geometria differenziale, oltre ad altri.
Oltre al curriculum di ingegneria meccanica di base, molti programmi di ingegneria meccanica offrono programmi e classi più specializzati, come sistemi di controllo, robotica, trasporti e logistica, criogenia, tecnologia dei carburanti, ingegneria automobilistica, biomeccanica, vibrazioni, ottica e altri, se non esistono dei corsi di ingegneria dedicati a queste materie.
La maggior parte dei programmi di ingegneria meccanica richiedono anche quantità variabili di progetti di ricerca per acquisire esperienza pratica nella risoluzione dei problemi. Negli Stati Uniti è comune per gli studenti di ingegneria meccanica completare uno o più tirocini durante gli studi, anche se questo non è generalmente richiesto dall'università. L'educazione cooperativa è un'altra opzione. La ricerca delle competenze lavorative future pone la necessità di sviluppare componenti di studio che nutrano la creatività e l'innovazione degli studenti.

### Strumenti moderni

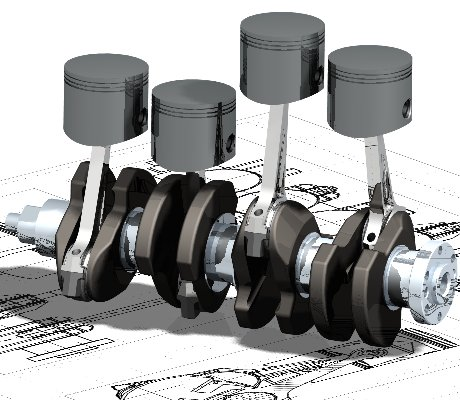
Una vista obliqua di un albero motore in linea a quattro cilindri con pistoni

Molte società di ingegneria meccanica, in particolare quelle delle nazioni industrializzate, hanno incominciato a integrare i programmi di ingegneria assistita dal computer (CAE) nei loro processi di progettazione e analisi, tra cui la progettazione assistita da computer (CAD) di modellazione 2D e 3D. Questo metodo offre molti vantaggi, tra cui una visualizzazione più semplice e più completa dei prodotti, la possibilità di creare assemblaggi virtuali di parti e la facilità d'uso nella progettazione di interfacce e tolleranze di accoppiamento.
Altri programmi CAE comunemente utilizzati dagli ingegneri meccanici includono strumenti di gestione del ciclo di vita del prodotto (PLM) e strumenti di analisi utilizzati per eseguire simulazioni complesse. Gli strumenti di analisi possono essere utilizzati per prevedere la risposta del prodotto ai carichi previsti, compresa la durata a fatica e la producibilità. Questi strumenti includono l'analisi agli elementi finiti (FEA), la fluidodinamica computazionale (CFD) e la produzione assistita da computer (CAM).
Utilizzando i programmi CAE, un team di progettazione meccanica può iterare rapidamente ed economicamente il processo di progettazione per sviluppare un prodotto che soddisfi al meglio costi, prestazioni e altri vincoli progettuali. Non è necessario creare alcun prototipo fisico fino a quando il progetto non si avvicina al completamento, consentendo di valutare centinaia o migliaia di progetti, anziché un numero relativamente modesto. Inoltre, i programmi di analisi CAE possono modellare fenomeni fisici complicati che non possono essere risolti a mano, come la viscoelasticità, il contatto complesso tra le parti accoppiate o i fluidi non newtoniani.
Mentre l'ingegneria meccanica incomincia a fondersi con altre discipline, come si vede nella meccatronica, l'ottimizzazione della progettazione multidisciplinare (MDO) viene utilizzata con altri programmi CAE per automatizzare e migliorare il processo di progettazione iterativa. Gli strumenti MDO racchiudono i processi CAE esistenti, consentendo alla valutazione del prodotto e di continuare anche dopo che l'analista è tornato a casa a fine giornata. Utilizzano inoltre sofisticati algoritmi di ottimizzazione per esplorare in modo più intelligente possibili progetti, trovando spesso soluzioni migliori e innovative a difficili problemi di progettazione multidisciplinare.

## Ambiti lavorativi
Gli ingegneri meccanici progettano, sviluppano, costruiscono e testano dispositivi meccanici e termici, inclusi strumenti, motori e macchine.
Gli ingegneri meccanici in genere effettuano le seguenti operazioni:
- Analizzare i problemi per vedere come i dispositivi meccanici e termici potrebbero aiutare a risolvere il problema.
- Progettare o riprogettare i dispositivi meccanici e termici utilizzando l'analisi e la progettazione assistita da computer.
- Sviluppare e testare prototipi di dispositivi che progettano.
- Analizzare i risultati dei test e modificare il design secondo necessità.
- Supervisionare i processi di fabbricazione.

Gli ingegneri meccanici progettano e supervisionano la produzione di molti prodotti che vanno dai dispositivi medici alle nuove batterie. Progettano inoltre macchine per la produzione di energia come generatori elettrici, motori a combustione interna e turbine a vapore o a gas, nonché macchine che consumano energia, come i sistemi di refrigerazione e di condizionamento dell'aria.
Come altri ingegneri, gli ingegneri meccanici usano i computer per aiutare a creare e analizzare progetti, eseguire simulazioni e testare il funzionamento di una macchina.

### Stipendi e statistiche lavorative
Il numero totale di ingegneri impiegati negli Stati Uniti nel 2015 è stato di circa 1,6 milioni. Di questi, 278 340 erano ingegneri meccanici (17,28%), la più grande disciplina per dimensioni. Nel 2012, il reddito medio annuo degli ingegneri meccanici nella forza lavoro statunitense era di 80 580 $. Il reddito medio era più alto per chi lavorava per il governo (92 030 $) e il più basso nell'istruzione (57 090 $). Nel 2014, il numero totale di lavoratori in ingegneria meccanica dovrebbe aumentare del 5% nel prossimo decennio. A partire dal 2009, lo stipendio medio iniziale era di 58 800 $ con una laurea.

## Aree di ricerca
Gli ingegneri meccanici spingono costantemente i limiti di ciò che è fisicamente possibile al fine di produrre macchine e sistemi meccanici più sicuri, economici ed efficienti. Alcune tecnologie all'avanguardia dell'ingegneria meccanica sono elencate di seguito (vedi anche ingegneria esplorativa).

### Sistemi microelettromeccanici (MEMS)

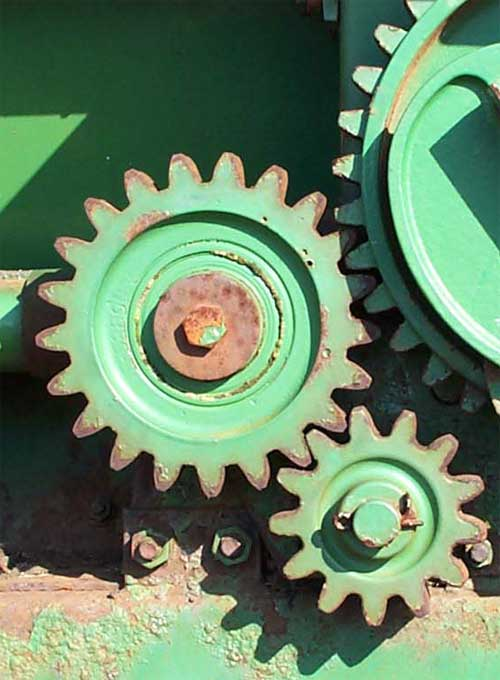
Ruote dentate

I componenti meccanici su scala dei micron quali molle, ingranaggi, dispositivi di trasferimento di fluido e calore sono fabbricati da una varietà di materiali con substrati come silicio, vetro e polimeri come SU8. Esempi di componenti MEMS sono gli accelerometri utilizzati come sensori airbag per auto, nei telefoni cellulari moderni, nei giroscopi per il posizionamento preciso e dispositivi microfluidici utilizzati in applicazioni biomediche.

### Saldatura a frizione (FSW)

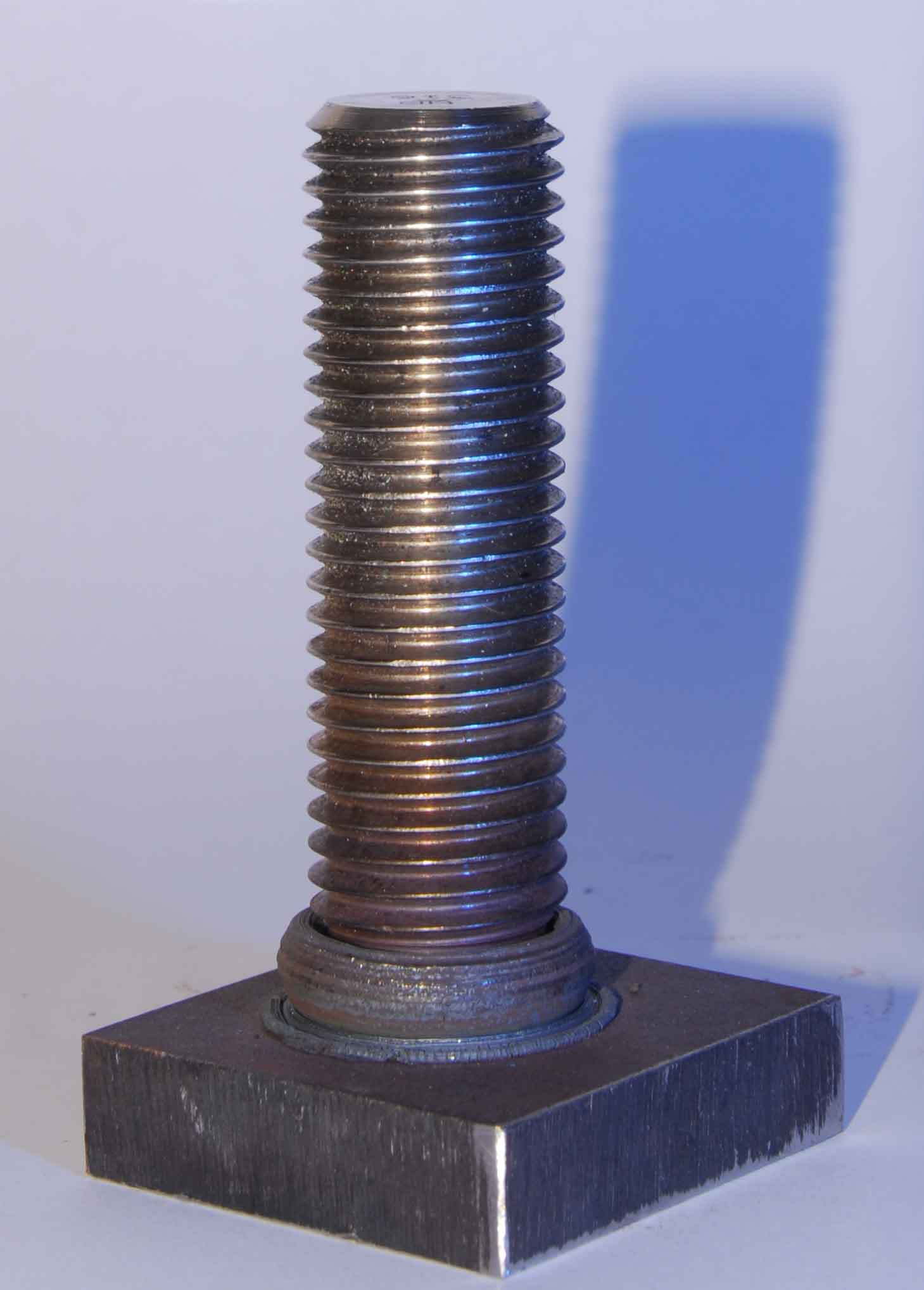
Saldatura a frizione

La saldatura per attrito, un nuovo tipo di saldatura, è stata scoperta nel 1991 da The Welding Institute (TWI). L'innovativa tecnica di saldatura a stato stazionario (non di fusione) unisce materiali che precedentemente non erano saldabili, tra cui diverse leghe di alluminio. Svolge un ruolo importante nella futura costruzione di aeroplani, potrebbe potenzialmente sostituire i rivetti. Gli attuali usi di questa tecnologia fino a oggi includono la saldatura delle giunture del serbatoio esterno principale dello Space Shuttle realizzato in alluminio, il veicolo con equipaggio Orion, i veicoli Boeing Delta II e Delta IV e il razzo SpaceX Falcon 1, la corazza per navi d'assalto anfibie e la saldatura delle ali e dei pannelli di fusoliera del nuovo velivolo Eclipse 500 di Eclipse Aviation tra un pool di usi sempre più crescente.

### Compositi

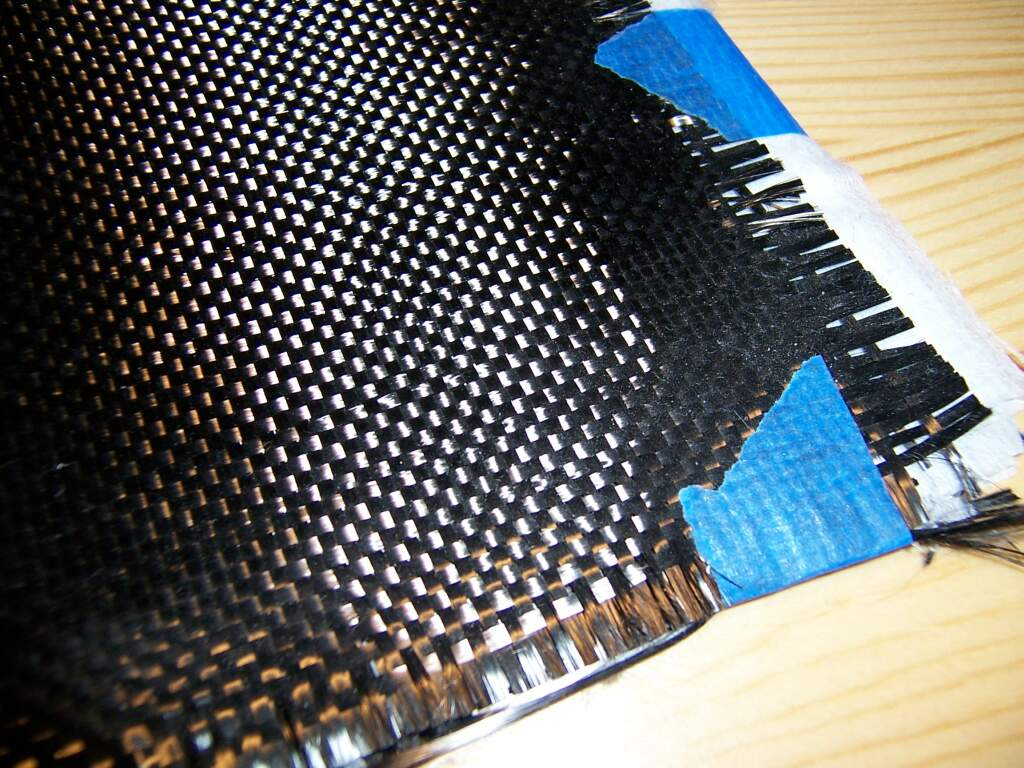
Tessuto composito costituito da fibra di carbonio intrecciata

I compositi o i materiali compositi sono una combinazione di materiali che forniscono caratteristiche fisiche diverse rispetto ai materiali che lo costituiscono. La ricerca sui materiali compositi nell'ambito dell'ingegneria meccanica si concentra in genere sulla progettazione (e, successivamente, sulla ricerca) di materiali più forti o più rigidi mentre si tenta di ridurre il peso, la suscettibilità alla corrosione e altri fattori indesiderati. I compositi rinforzati con fibra di carbonio, ad esempio, sono stati utilizzati in diverse applicazioni come veicoli spaziali e canne da pesca.

### Meccatronica
La meccatronica è la combinazione sinergica di ingegneria meccanica, ingegneria elettronica e ingegneria software. La disciplina della meccatronica incominciò come un modo per combinare i principi meccanici con l'ingegneria elettrica. I concetti meccatronici sono utilizzati nella maggior parte dei sistemi elettromeccanici. I tipici sensori elettromeccanici utilizzati nella meccatronica sono estensimetri, termocoppie e trasduttori di pressione.

### Nanotecnologia
Nella scala microscopica, l'ingegneria meccanica diventa nanotecnologia, un obiettivo speculativo di cui è creare un assemblatore molecolare per costruire molecole e materiali attraverso la meccanosintesi. Per ora quell'obiettivo rimane all'interno dell'ingegneria esplorativa. Le aree dell'attuale ricerca di ingegneria meccanica nelle nanotecnologie includono nanofiltri, nanofilm, e nanostrutture, tra gli altri.

### Analisi agli elementi finiti
L'analisi degli elementi finiti è uno strumento computazionale utilizzato per stimare le sollecitazioni, la deformazione e la deflessione dei corpi solidi. Utilizza una configurazione mesh con dimensioni definite dall'utente per misurare le quantità fisiche in un nodo. Più nodi ci sono, maggiore è la precisione. Questo campo non è nuovo, poiché la base dell'analisi degli elementi finiti (FEA) o del metodo degli elementi finiti (FEM) risale al 1941. Ma l'evoluzione dei computer ha reso FEA/FEM un'opzione praticabile per l'analisi di problemi strutturali. Molti codici commerciali come NASTRAN, ANSYS e ABAQUS sono ampiamente utilizzati nell'industria per lo studio e la progettazione di componenti. Alcuni pacchetti software di modellazione 3D e CAD hanno al loro interno moduli FEA per un'analisi veloce e completa di tutti gli aspetti della progettazione di un componente. Negli ultimi tempi stanno diventando più comuni le piattaforme di simulazione cloud come SimScale.
Altre tecniche come il metodo della differenza finita (FDM) e il metodo del volume finito (FVM) sono utilizzate per risolvere problemi relativi al trasferimento di calore e di massa, flussi di fluido, interazione della superficie del fluido, ecc.

### Biomeccanica
La biomeccanica è l'applicazione di principi meccanici a sistemi biologici, come esseri umani, animali, piante, organi e cellule . La biomeccanica aiuta anche a creare arti protesici e organi artificiali per l'uomo. Essa è strettamente correlata all'ingegneria, perché spesso utilizza le scienze ingegneristiche tradizionali per analizzare i sistemi biologici. Alcune semplici applicazioni della meccanica newtoniana e/o delle scienze dei materiali possono fornire approssimazioni corrette alla meccanica di molti sistemi biologici.
Nell'ultimo decennio il reverse engineering di materiali trovati in natura, come la materia ossea, ha ottenuto finanziamenti nel mondo accademico. La struttura della sostanza ossea è ottimizzata per il suo scopo a sopportare una grande quantità di stress di compressione per unità di peso. L'obiettivo è sostituire l'acciaio grezzo con un bio-materiale per la progettazione strutturale.
Negli ultimi dieci anni anche il metodo degli elementi finiti (FEM) è entrato nel settore biomedico evidenziando ulteriori aspetti ingegneristici della biomeccanica. Da allora la FEM si è affermata come alternativa alla valutazione chirurgica in vivo e ha ottenuto l'ampia accettazione del mondo accademico. Il vantaggio principale della biomeccanica computazionale risiede nella sua capacità di determinare la risposta endo-anatomica di un'anatomia, senza essere soggetta a restrizioni etiche. Ciò ha portato la modellistica a elementi finiti al punto di diventare onnipresente in diversi campi della biomeccanica mentre diversi progetti hanno persino adottato una filosofia open source (ad es. BioSpine).

### Fluidodinamica computazionale

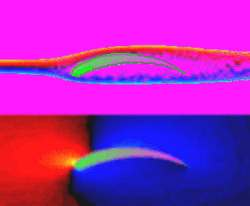
Simulazione numerica attorno ad un profilo alare

La fluidodinamica computazionale, solitamente abbreviata in CFD, è una branca della meccanica dei fluidi che utilizza metodi numerici e algoritmi per risolvere e analizzare i problemi che coinvolgono i flussi di fluidi. I computer vengono utilizzati per eseguire i calcoli necessari per simulare l'interazione di liquidi e gas con superfici definite da condizioni al contorno. Con i supercomputer ad alta velocità, è possibile ottenere soluzioni migliori. La ricerca in corso produce software che migliorano l'accuratezza e la velocità di simulazione degli scenari complessi come flussi turbolenti. La convalida di tale software viene eseguita inizialmente utilizzando una galleria del vento e in definitiva può arrivare a in prove su vasta scala, ad esempio prove di volo.

### Ingegneria acustica

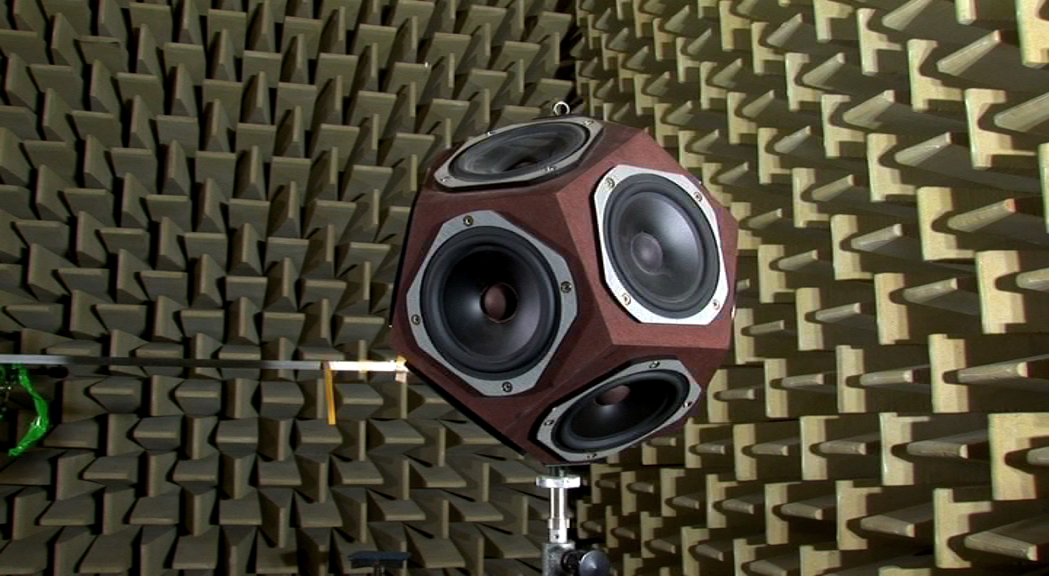
Camera anecoica

L'ingegneria acustica è una delle molte altre sotto-discipline dell'ingegneria meccanica ed è l'applicazione dell'acustica. L'ingegneria acustica è lo studio del suono e delle vibrazioni. Questi ingegneri lavorano efficacemente per ridurre l'inquinamento acustico nei dispositivi meccanici e negli edifici mediante isolamento acustico o rimozione di fonti di rumore indesiderato. Lo studio dell'acustica può variare dalla progettazione di un apparecchio acustico, microfono, cuffia o studio di registrazione più efficiente al miglioramento della qualità del suono di una sala per orchestra. L'ingegneria acustica si occupa anche della vibrazione di diversi sistemi meccanici.

## Campi correlati
L'ingegneria di produzione, l'ingegneria aerospaziale e l'ingegneria automobilistica sono talvolta raggruppate con l'ingegneria meccanica. Una laurea in queste aree avrà in genere una differenza di alcuni esami specialistici.